# Петрове (Одеський район)
Петрове (до 2016 року село Петрівське)— село Вигодянської сільської громади в Одеському районі (до адміністративно-територіальної реформи у Біляївському районі) Одеської області в Україні. Населення становить 915 осіб. Відстань до Біляївки становить близько 23 км і проходить автошляхом Т 1619.

## Історія

### Створення і розвиток
Навесні 1927 року на ці степові землі переселилися мешканці придністровського села Яськи. Радянська влада дала їм ці землі в безоплатне і вічне користування. Першими мешканцями стали Микола Єфімов, Олександр Берекет, Терентій Цибуля, Михайло Бігунов, Сидір Шаповалов, Тарасенкі та ще деякі їх односельці. Свій новий хутір вони назвали Петровське, на честь першого всеукраїнського старости — Григорія Івановича Петровського.
До 1927 року землі, на яких зараз розташоване село Петрове, належали поляку, пану Барановському. Його маєток був на місті теперішньої будівлі ферми. З приходом радянської влади, не за малі гроші почав він розпродувати землі заможним німцям із Шеленбергу (теперішня Широка Балка). У Барановського робили селяни, тому саме вони були першими жителями хутора, який називався за прізвищем власника, Баранівській. В середині 1930-х років пан Барановський емігрував до Польщі.
Можливо, Барановський добровільно віддав частину своїх земель владі Рад, куди згодом і були переселені безземельні селяни з Ясок. В 27 році на хуторі зимували лише 7 сімей переселенців, інші хати буди збудовані лише до вікон. Наприклад, спираючись на дослідження вчителя історії, мешканки нашого села, Самалюк Л. В., ми можемо сказати, що 80 відсотків теперішніх жителів села є нащадками сім'ї Єфимових, одних з перших поселенців. Передивляючись історичні матеріали, з'явилась гіпотеза, що багато теперішніх жителів Петровського є нащадками козацьких сімей із Турбаїв.
Турбаї — звичайне полтавське село. Але його жителі в червні 1792 проявили акт непокори за панську несправедливість і на цілий рік захопили владу в Турбаях. За наказом Катерини ІІ в квітні 1793 військовий загін був направлений до непокірних турбаївців. Був суд, найактивнішим бунтарям назначили смертну кару, потім замінили на довічну каторгу, 176 чоловік були публічно висічені. Наказом Катерини ІІ всі турбаївці були виселені зі своїх земель на південь, частина сімей мала осісти у Біляївці, а частина — у Ясках. Під час прочитання списків переселених турбаївців зустрічаються прізвища: Оліфіри, Тарасенки, Берекети, Подмазки та багато інших. З великою долею імовірності можна стверджувати, що і в нашому молодому селі живуть нащадки славних козаків.
Цей хутір не одразу отримав назву Петровське. В роки колективізації і активного утворення колгоспів, 1929 році тут утворився колгосп «Незаможник», в 1931 році був перейменований в колгосп ім. Петровського. Життя перших поселенців було важке. Вони жили в саманних мазанках під комишевими стріхами. Пісок і глину возили із Мандрива.
Селяни були майже всі неписьменні. В 1929 році у Петровському з'явилась перша хата-читальня, і містилася вона на теперішній вул. Крупській. Діти в зимовий час відвідували початкову школу, яка була в звичайній сільський хаті (теперішня адреса вул. Петровського 20). Першу вчительку звали Дарія Пилипівна. Зі спогадів Стенгач Євгенії Артемівни можемо представити як виглядала тодішня чотирирічна школа: «У навчальному закладі було чотири класи (аудиторії) і коридор. В одному класі стояло два ряди парт для двох класів. Вчилось в кожному класі від 14 до 17 учнів». Коли почалась Друга Світова війна і село було окуповано румунами Дарії Пилипівни не стало. Що з нею трапилось, Євгенія Артемівна не пам'ятає (можливо її вбили).
Під час Голодомору 1932—1933 років померло щонайменше 26 жителів села.
Наприкінці 30-их років Петровське було відділенням Жовтнянського колгоспу і називалася артіль ім. Жданова, першим головою артілі був Гарбузов. Почали з'являтись трактори. Був побудований льодник для зберігання продуктів. У 1937 році зернові колосові культури були зібрані тільки машинами. Був побудований один корпус ферми для корів, свинарник та конюшня. В 1936 році село Петровське входить до складу Березанської сільської ради. В 1940 році головою колгоспу став Ройтман Михайло Михайлович. Але вже через рік, коли почалась війна, він втік. У післявоєнний період колгосп називається ім. Хрущова. У 1952 році до нього приєднується колгосп села Доброжанового і це господарство стало носити назву «Прогрес». У 1967 році, на честь 50-річчя с дня Жовтневої Революції, господарство перейменували в «50-річчя Великого Жовтня».

### Роки Другої світової війни
В роки Другої Світової війни на території Біляївського району і біля с. Петровське, на залізничній станції Вигода, с. Березані велися жорстокі бої. У другій декаді серпня 1941 року лінія фронту підійшла до меж Березанської сільської ради, територію якої захищала 25 Чапаєвська дивізія зі штабом у Петровському. 31-й стрілецький полк дивізії обороняв село Петровське. Штаб перебував на місці хати Шаповалової Марії Михайлівни, і був зруйнований під час бомбардування. Тоді загинув молодий офіцер, і його поховали поряд зі штабом. Він і досі там похований.
20 серпня противник взяв Петровське. Багато людей було евакуйовано в село Мандриво. Село було окуповане румунськими загарбниками. На місці школи вони зробили свій штаб, а на місці контори (теперішній магазин) зробили лазарет. Під час румунської окупації в центрі села з'явився цвинтар, де окупанти ховали своїх загиблих. Потім там ховали і радянських солдат. На початку 21 століття останки румунських солдат були ексгумовані і повернені на батьківщину. Згадують теперішні дідусі та бабусі, тодішні малюки, як вимушені були ходити в румунську школу, де всі предмети викладалися румунською.
Ось як згадує ті часи Стенгач Євгенія Артемівна: «З Білїявки прислали „пана вчителя“ (румуна). Він завжди одягав чорного капелюха та величезні ботфорти. Цей вчитель був досить суворий чолов'яга. Дуже часто всім класом стояли навколішки біля стіни, бив по руках за те, що не вміли рахувати та відповідати румунською мовою. Деяких мої однокласників били головою об дошку, яка весь час перекручувалась. Про шкільну форму взагалі не було мови: ходили в постолах, а в зимовий час в гумових чунях. З одягу була лише спідниця (мати зшила власноруч) та светрик».
В 1944 році почалось звільнення сільради з'єднанням 28 гвардійського стрілецького корпусу генерала-лейтенанта Морозова С. І., 8-ї армії генерала-полковника Чуйкова В. І. 8 квітня 1944 року частини 39 гвардійської Барвінківської стрілецької дивізії звільнили село Петровське і Березань. В рідне село не повернулося з фронтів Німецько-радянської війни 30 воїнів-петрівчан. Їх імена викарбувані золотими літерами на обеліску слави, розташованим в центрі Петровського парка.

### Післявоєнні роки
В повоєнні роки село почало відроджуватись силами жителів. 1946 рік виявився неврожайним, тому в 1947 був голод. Але всі хто працював у колгоспі отримували пайки. В 1948—49 роках був дуже багатий вражай. «Не було куди зерно складати» — розповідає Козерюк Олександра Михайлівна, яка того часу працювала у колгоспі весовщицею. В 1948 заново були відбудований свинарник і ферма. На початку 50-их років почалась активна вербовка та переселення людей із західних і центральних районів України (здебільшого Київська і Рівненська області).
В 1959 році побудували нову контору на розі вулиць Центральної і Петровської. В 1960 році з'явилась 4-річна школа, дитячий садок 1972 році, медпункт. З 1970 року по 1974 рік працював в Петровському цех по переробці і виробництву поліетиленових виробів. В 1967 році свої двері відкрив новий Будинок Культури. Першим директором БК був Грозов Дмитро Миколайович. Двоповерхова будівля розташувалася в центрі села посеред молодого парка. Дерева саджали учні Петровської школи.
Планування парку робив сам голова колгоспу Іванов А. Ф. Вже в квітні 1968 в БК приймали делегацію із Болгарії, по обміну досвідом. На другому поверсі БК розташувалась бібліотека. Першими бібліотекарками були Лідія Захарівна та Тамара Федорівна. І досі ця будівля сама гарна та велика в Петровському. В різні роки головами колгоспу були Мойсеєв А. А., Соколенко І. І., Степаненко В. І., Горбатенко С. Г., Буран І. С., Іванов А. Ф., Куценко Д. І., Симоненко В. С., Дехтяренко В. В. всі вони свого часу робили щось для села. Відзначити хочеться працю Іванова Анатолія Федоровича. Він був направлений в колгосп «Прогрес» із села Березані для покращення його розвитку. Завдяки його сумлінній праці в Петровському з'явився Будинок Культури, парк, велика громадська баня (зараз жилий будинок по вулиці Шкільній), були заасфальтовані дороги. З 1970 по 1974 роки працював цех по переробці поліетиленову. Потім Анатолія Федоровича перевели працювати в село Троїцьке, потім Ільїнка.
В 1978 році на честь 100-річча с дня народження Г. І. Петровського в селі відкрили йому пам'ятник.
В 1971 році відкрила свої двері спеціально збудована двоповерхова будівля 8-річної школи. Колгосп «50 років Великого Жовтня» був підшефний до Одеського заводу «Будгідравлика». Цей завод погодився збудувати в Петровському школу. Працівники колгоспу допомагали в будівництві школи автотранспортом, будматеріалами та своїми силами. Першим директором став Кошулінський Тимофій Григорович. Потім директором працювали: Король П. Ф., Кузнецьк Л. М., Бондаренко І. Г. (батько теперішнього депутату рай. Ради Бондаренко Г. І.) А з 1997 року і понині працює директором Чумаченько Світлана Василівна. До 1994 року працювала ця школа, яка в останні роки вже стала 11-річною. А в 1994 році школа переїхала ближче до центру села у нову більшу і світлу будівлю. А в старій школі розмістилися медпункт та пошта. Багато випускників стали вчителями. Наприклад, Щербіна Майя Дмитрівна вже 25 років працює в Петровській ЗОШ, яку колись закінчила. Педагогічний колектив поповнили також: Секрета Ліна Ярославівна (м. Одеса вчитель початкових класів), Колісниченко Інна Леонідівна (с. Чернече, Балтський р-н, колишній завуч з ВР, а зараз директор БК), Дручин Наталя (м. Одеса, завуч), Мандибура І. І., Чумаченько В. А., Шаповалові І. А.
Як і в Одесі, у Петровському була проблема з водою. До 1964 року в селі не було водопроводу, були лише дві криниці та ще одна біля ставка. Криниці в селі стояли на військовому обліку і вода в них була трошки солонувата. Часто людям доводилося ходити по воду аж на Макарову гору (зараз там дачне поселення), а це близько 4 км в один бік. Ставок на краю села мав природне походження. Наповнювався він від дощів та від ґрунтових вод. А в 1981 році ставок був почищений, дно вкрили піском. Навколо ставка силами односельчан був розбитий парк. А в 1964 році з'явились перші водяні башти, та по вулицях почали прокладати водопроводи.
В 1970 році з'явилась перший двоповерховий будинок з квартирами. Його збудували спеціально для вчителів, навпроти школи. Населення Петровського росло. В 1971 році почалась забудова вулиці Новоселів. В 1989 році почалось будівництво ще трьох двоповерхових будинку. Але добудували і заселили лише один. А в 1991 р. почалась забудова нової вулиці, яку назвали 40 років Перемоги. Нещодавно почали забудовуватися ще дві вулиці: вул. Сонячна, вул. Незалежності.
В 1993 році колгосп «50-річчя Великого Жовтня» перейменували у кооператив «Світанок».
Багато було в колгоспі передовиків. Наприклад доярки Єфимова Зінаїда (має орден Ленина) та Бебзенко Ганна; механізатори: Ефимов Володимир Семенович (кавалер ордену Леніна), Хохлов Василь Васильович, Мовчан Михайло Петрович, Смехов Миколай та інші. А також серед петрівчан є і герої воїни-інтернаціоналісти, нагороджені орденами та медалями: Адамик Петро Ярославович, Стефанишин Іван Васильович, Костенко Миколай Миколайович, Мовчан Петро Іванович. Є в нас і заслужені ветерани праці, такі як Костенко Валентина Семенівна, яка вже понад 30 років працює фельдшером в селі. Такі як Кухаренко Олександра Пилипівна, яка за своє довге життя багато чого побачила. Під час війну допомагала пораненим, після війни працювала дояркою (була передовиком).
Петровське завжди славилося великими родинами, але були в нас справжні матері-героїні. Наприклад, Цапко Катерина Тихонівна із чоловіком Олексієм виховували 10 дітей, 9 хлопчиків і одну дівчинку.

### Сьогодення
Після перебудови Петрівське було в занедбанні. Зруйнованими були і ферми, і тракторна бригада, і пташник. Закрився дитячий садок, у занепаді був і Будинок культури. Майже вщент були зруйновані будівлі БК, дитсадка, та багато інших. У 2008 році після капітального ремонту прийняв перших дітлахів петровський дитячий садок «Ромашка». У 2007 році перекрили дах Будинку Культури, та повставляли металопластикові вікна, а також двері. Планується капітальний ремонт всій будівлі БК.
У 2010 році мало місце найвагоміша подія в духовному житті Петровського — збудували та відкрили храм Святої Ікони Почаївської Божої Матері. У 2011 році почали добудовувати ще два флігелі до будівлі церкви. Вона матиме хрестоподібну форму. Церква розташована в центрі парка навпроти обеліску Слави. До цього церква розміщувалась в приміщенні БК. У 2011 році зусиллями петровських батьків з'явилися у парку два дитячих ігрових майданчики.
У 2016 році село внесено до переліку населених пунктів, які потрібно перейменувати згідно із законом «Про засудження комуністичного та націонал-соціалістичного (нацистського) тоталітарних режимів в Україні та заборону пропаганди їхньої символіки». Відтак село дістало назву Петрове.
Станом на 2011 рік у Петровому проживає приблизно 1014 осіб, із них приблизно 729 дорослих, старше 18 років.

## Населення
Згідно з переписом 1989 року населення села становило 798 осіб, з яких 341 чоловік та 457 жінок.
За переписом населення 2001 року в селі мешкало 913 осіб.

### Мова
Розподіл населення за рідною мовою за даними перепису 2001 року:
| Мова       | Відсоток |
| ---------- | -------- |
| українська | 86,78 %  |
| російська  | 5,79 %   |
| молдовська | 4,37 %   |
| вірменська | 1,2 %    |
| білоруська | 0,77 %   |
| болгарська | 0,66 %   |
| гагаузька  | 0,22 %   |